# Ibaizabal
De Ibaizabal is een rivier in de Spaanse provincie Biskaje, in Baskenland, met een lengte van 43 kilometer.
De rivier ontspringt in de buurt van Elorrio, in het uiterste zuidoosten van Biskaje en stroomt in noordwestelijke richting naar de provinciehoofdstad Bilbao. Belangrijke plaatsen langs de rivier zijn Durango en Amorebieta. Vlak voor Bilbao vloeit de Ibaizabal samen met de Nervión en mondt via de haven van Bilbao uit in de Golf van Biskaje. Er bestaat een discussie over welke rivier er precies door de stad stroomt; de meeste mensen gaan ervan uit dat het de Nervión is, maar anderen beweren dat het de Ibaizabal is omdat deze meer water aanvoert. Dit gedeelte wordt ook wel Ría de Bilbao genoemd.
Ibaizabal is Baskisch voor "brede rivier".

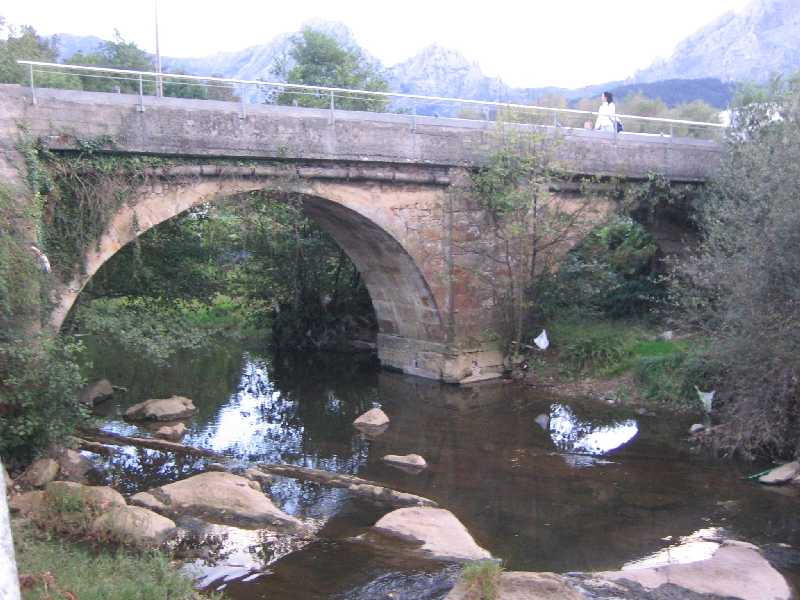
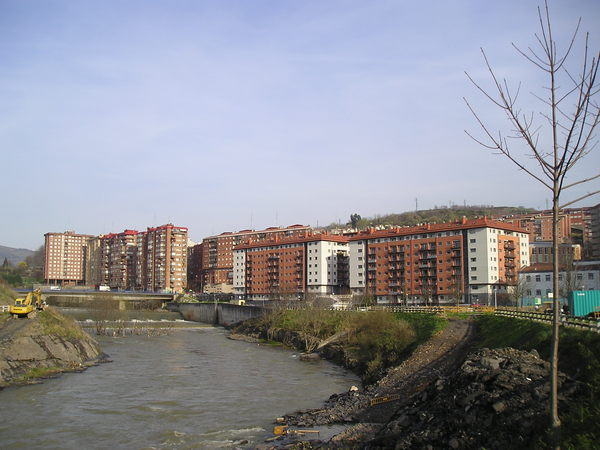
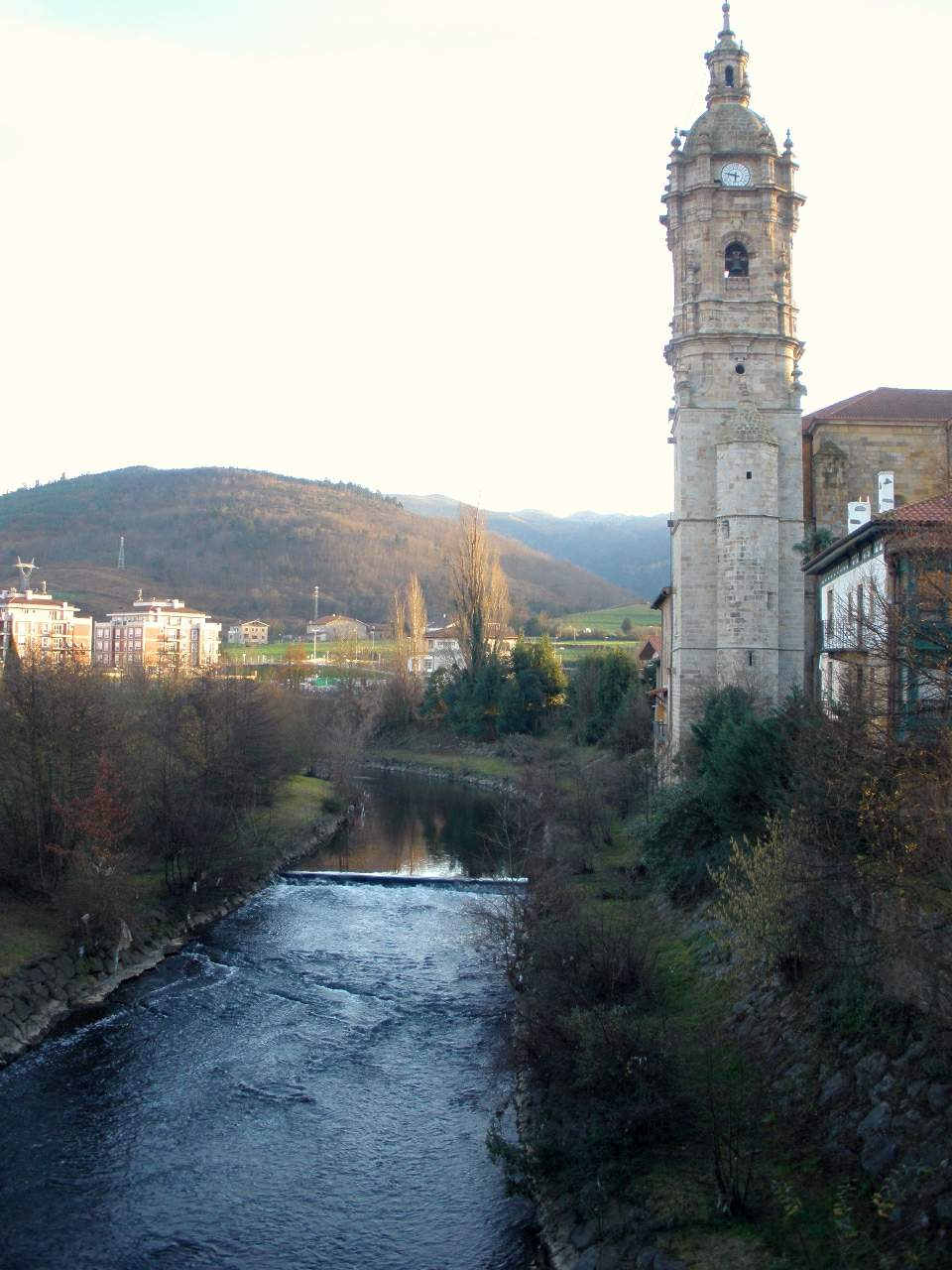